# Distribució gamma normal
En teoria i estadística de probabilitats, la distribució gamma normal (o distribució gamma gaussiana) és una família bivariada de quatre paràmetres de distribucions de probabilitat contínues. És l'a priori conjugat d'una distribució normal amb mitjana i precisió desconegudes.

## Definició
Per a un parell de variables aleatòries, (X, T), suposem que la distribució condicional de X donada T ve donada per
{\displaystyle X\mid T\sim N(\mu ,1/(\lambda T))\,\!,}
significa que la distribució condicional és una distribució normal amb mitjana {\displaystyle \mu } i precisió {\displaystyle \lambda T:} — de manera equivalent, amb variància {\displaystyle 1/(\lambda T).}
Suposem també que la distribució marginal de T ve donada per
{\displaystyle T\mid \alpha ,\beta \sim \operatorname {Gamma} (\alpha ,\beta ),}
on això vol dir que T té una distribució gamma. Aquí λ, α i β són paràmetres de la distribució conjunta.
Aleshores (X, T) té una distribució gamma normal, i aquesta es denota per
{\displaystyle (X,T)\sim \operatorname {NormalGamma} (\mu ,\lambda ,\alpha ,\beta ).}

## Propietats

### Funció de densitat de probabilitat
La funció de densitat de probabilitat conjunta de (X, T) és

### f(x,τ∣μ,λ,α,β)=βαλΓ(α)2πτα−12e−βτexp⁡(−λτ(x−μ)22){\displaystyle f(x,\tau \mid \mu ,\lambda ,\alpha ,\beta )={\frac {\beta ^{\alpha }{\sqrt {\lambda }}}{\Gamma (\alpha ){\sqrt {2\pi }}}}\,\tau ^{\alpha -{\frac {1}{2}}}\,e^{-\beta \tau }\exp \left(-{\frac {\lambda \tau (x-\mu )^{2}}{2}}\right)}Moments de l'estadística natural
Els moments següents es poden calcular fàcilment mitjançant la funció generadora de moments de l'estadística suficient :
{\displaystyle \operatorname {E} (\ln T)=\psi \left(\alpha \right)-\ln \beta ,}
on {\displaystyle \psi \left(\alpha \right)} és la funció digamma,
{\displaystyle {\begin{aligned}\operatorname {E} (T)&={\frac {\alpha }{\beta }},\\[5pt]\operatorname {E} (TX)&=\mu {\frac {\alpha }{\beta }},\\[5pt]\operatorname {E} (TX^{2})&={\frac {1}{\lambda }}+\mu ^{2}{\frac {\alpha }{\beta }}.\end{aligned}}}